# Рыбопитомник (Карагандинская область)
Рыбопитомник (каз. Рыбопитомник) — упразднённое село в Карагандинской области Казахстана. Находилось в подчинении городской администрации Жезказгана. Входило в состав Кенгирского сельского округа. Код КАТО — 351839205. Ликвидировано в 2010 г.

## Население
В 1999 году население села составляло 23 человека (12 мужчин и 11 женщин). По данным переписи 2009 года, в селе проживали 4 человека (3 мужчины и 1 женщина).